# Sør-Varanger
Sør-Varanger (tiếng Bắc Sami: Máttá-Várjjat) là một khu tự quản của Na Uy. Khu tự quản Sør-Varanger thuộc hạt Finnmark. Khu tự quản này có diện tích 3967,71 km2, dân số là 9518 người. Thủ phủ đóng tại Kirkenes. Sør-Varanger đã được tách từ đô thị Vadsø ngày 1 tháng 7 năm 1858.